# ژان-اوگ آنگلاد
ژان-اوگ آنگلاد (فرانسوی: Jean-Hugues Anglade‎؛ زادهٔ ۲۹ ژوئیهٔ ۱۹۵۵) یک هنرپیشه و فیلم‌نامه‌نویس اهل فرانسه است.
از فیلم‌ها یا برنامه‌های تلویزیونی که وی در آن نقش داشته است می‌توان به نهایت خطر، دختری بنام نیکیتا، گرفتن جان‌ها، حرکات خطرناک، خویشاوندی‌های اختیاری و جان آدامز اشاره کرد.